# Wurzelteer
Wurzelteer ist ein heller, brauner Holzteer. Er wird durch die trockene Destillation von Nadelholz hergestellt. Als natürlicher Fäulnisschutz ist er besonders gut geeignet zur Behandlung und Konservierung von Holz und Naturfasertauwerk. Er kann mit Terpentinöl, Leinöl oder Petroleum verdünnt werden. Zum schnelleren Trocknen kann Sikkativ zugesetzt werden. Durch den Zusatz von Leinöl und Sikkativ erhält man ein Mittel, welches u. a. zum Konservieren (Smarten & Kleeden) von stehendem Gut auf Schiffen, besonders Segelschiffen eingesetzt wurde und wird.